# Зыбин, Алексей Кириллович
Алексе́й Кири́ллович Зы́бин (?—?) — горный деятель, действительный статский советник, президент Берг-коллегии.

## Биография
- На январь 1712 года по «Боярским спискам» Алексеи Кирилов сынъ Зыбинъ, в чине подполковника числится «жильцом в начальных людях разных полков».

- В 1710—1714 гг. — начальник фурманской службы, обер-комиссар Артиллерийской канцелярии. Участник Северной войны 1700—1721 гг.

- В 1719—1726 гг. — вице-президент Берг-коллегии.

- В 1721 году в экспедиции на Ухту с целью первого обследования выходов нефти. Расследуя, порученное Геннином, дело о злоупотреблениях Татищева, А. К. Зыбин не нашел ничего предрассудительного и в письме к нему от 20 июня 1721 года, в частности, писал: «Что вы изволите содержать шведских пленников на своем коште, и оное напрасно учинено, надлежало им пищу и квартиру определить государеву довольную, кто чему из них достоин, понеже они были не для ваших прибытков, но для государева дела»[1].

- 25 июня 1723 года вице-президент Берг-коллегии А. К. Зыбин подал в Сенат «Мнение о медных деньгах, дабы во оных воровства не было». «Зыбин предложил сделать на 1 млн руб. пятикопеечников по 40 руб. из пуда и на них обменять прежнюю медную монету, чеканенную по 20-рублёвой стопе. Передел прежних медных денег в пятаки может принести казне прибыль около 15 руб. от пуда. Вице-президент признал, что старая монета — „зело плохой работы“, а новую „надлежит делать самым чистым и добрым мастерством“, поэтому придётся мастерам заплатить больше, чем ранее.»[2]

- В 1726—1731 гг. — президент Берг-коллегии, действительный статский советник (с 1728 г.).

- В 1729 году после переезда коллегии в Москву было решено отправить её представителей в районы наибольшего развития частной металлопромышленности. Фактически это была первая попытка проверить на местах достоверность сведений, сообщавшихся ей заводчиками. В Тульскую провинцию отправились сам президент коллегии Зыбин и асессор Телепнёв. Им удалось уличить в обмане Н. Н. Демидова и Меллеров. В частности, сообщенный первым год начала работы Дугненского завода (дата, важная для определения времени начала начисления налога) не совпал со сведениями в сказках опрошенных мастеровых. Не подтвердились и данные по заводам Меллеров. Следствие, впрочем, не было закончено в связи с произошедшей через год ликвидацией Берг-коллегии.

- В 1730 году в Верховный тайный совет от самой значительной группы дворянства был подан документ с предложением реформы управления в России, по сути введение института конституционной монархии. Этот документ вместе с копиями подписали свыше трехсот человек, в том числе А. К. Зыбин, А. М. Черкасский, Иван Плещеев, Платон Мусин-Пушкин, и один из авторов — Татищев[3].

- С 1731 года — после слияния Берг-коллегии с Коммерц-коллегией стал во главе 2-й особой, Горной и минеральной, экспедиции Коммерц-коллегии.

- После коронации Анны Иоанновны Зыбин был назначен судьей Сыскного приказа (лишенный данного чина и потом вновь произведенный в него).
- Жена — княжна Марья Васильевна Юсупова (после брата князя Степана Васильевича Юсупова 2 июня 1710 года просила справить за собой имения в Серпейском и Московских уездах), дочь князя Василия Васильевича Юсупова и Пелагеи Михайловны ур. Воейковой.